# Politechnika metróállomás
A Politechnika egy metróállomás Varsóban a varsói M1-es metró vonalán.

## Szomszédos állomások
A metróállomáshoz az alábbi állomások vannak a legközelebb:
- Centrum (Młociny, M1-es metróvonal)
- Pole Mokotowskie (Kabaty, M1-es metróvonal)
- Plac Konstytucji

## Átszállási kapcsolatok
| M1 (Młociny ↔ Kabaty) |                                                                                                 |                         |
| Állomás               | Átszállási kapcsolatok                                                                          | Fontosabb létesítmények |
| Politechnika          | 118, 131, 138, 143, 151, 182, 187, 188, 411, 501, 502, 514, 519, 522, 523 4, 10, 14, 15, 18, 35 | Varsói Műszaki Egyetem  |